# Unione Democratica per i Consumatori
L'Unione Democratica per i Consumatori è stato un movimento politico italiano centrista che sosteneva la tutela dei consumatori.

## Storia

### Fondazione
L'11 settembre 2007 viene fondata l'Unione Democratica da Willer Bordon e Roberto Manzione, senatori ed esponenti della corrente ulivista de La Margherita campeggiata da Arturo Parisi, in dissenso con la scelta di confluire nel nascente Partito Democratico che, a detta degli interessati, era solo una "unione burocratica degli apparati di partito dei Democratici di Sinistra e della stessa Margherita".
Bordon era stato un forte sostenitore dell'idea di Partito Democratico sin dal 1992, quando abbandonò il Partito Democratico della Sinistra per formare l'Alleanza Democratica ed in seguito l'Unione Democratica del 1996 e La Margherita. Tutte le formazioni cui Bordon ha partecipato, dalla fondazione, si sono sempre ispirate all'idea di unire in un solo partito delle forze di centro-sinistra.
Il 27 novembre 2007 UD ha formato al Senato della Repubblica una collaborazione con i Liberal Democratici (LD) di Lamberto Dini. La convergenza tra le due nuove formazioni, decise a mantenere la loro autonomia, era basata su alcuni "punti chiave" (sistema elettorale maggioritario, più poteri al Presidente del Consiglio, conservatorismo fiscale, taglio delle tasse e riforma dello stato sociale) e venne descritta come aperta a tutti i senatori che vogliano aderirvi.
Sia Bordon che Manzione, come anche Lamberto Dini e Natale D'Amico, hanno più volte votato contro la coalizione di governo. Il gruppo è risultato cruciale al Senato, dove l'allora maggioranza possedeva un margine molto risicato.
Dopo aver valutato la possibilità di costituire un gruppo parlamentare unitario (contando anche sull'eventuale adesione di forze centriste come Italia dei Valori o UDEUR), la collaborazione non ha raggiunto un punto di sintesi col risultato di indurre gli esponenti a costituire una propria componente all'interno del gruppo misto: UD il 18 dicembre del 2007, con l'adesione di due leader dei movimenti dei consumatori, il senatore Elio Lannutti (presidente dell'Adusbef) e Bruno De Vita (segretario dei Consumatori Uniti) come Unione Democratica per i Consumatori.
Il 30 gennaio 2008 avviene la fusione tra l'UD e i Consumatori Uniti di Bruno De Vita, dando vita all'Unione Democratica per i Consumatori, dove De Vita ne diventa segretario.

### Elezioni politiche del 2008
Alle elezioni politiche del 2008 UD si presenta fuori da qualsiasi coalizione, esprimendo come leader e candidato alla Presidenza del Consiglio Bruno De Vita, il quale ha condotto una campagna elettorale fortemente imperniata sulla difesa dei consumatori e del potere d'acquisto di salari e pensioni. Alle tornata elettorale il partito ha ottenuto un risultato modesto, con lo 0,25% alla Camera e lo 0,24% al Senato. Non è stato eletto alcun parlamentare presentatosi nelle liste del partito.

### Ultimi anni e dissoluzione
Dopo un iniziale tentativo di accordo con la coalizione di centro-sinistra Italia. Bene Comune guidata da Pier Luigi Bersani, il segretario dell'UDpC Bruno De Vita decide di sostenere il Movimento 5 Stelle di Beppe Grillo alle elezioni politiche del 2013.
In occasione del referendum costituzionale del 2016 l'Unione Democratica dei Consumatori si schiera per il "No".
Il 30 dicembre 2017 muore il segretario Bruno de Vita, lasciando incertezza sul futuro del partito, ma nei fatti cessando le attività del partito.

## Struttura
- Presidente: Willer Bordon
- Segretario: Bruno De Vita
- Vicesegretario: Elio Lannutti
- Coordinatore: Roberto Manzione

## Risultati elettorali
| Elezione       | Elezione | Voti   | %    | Seggi   |
| -------------- | -------- | ------ | ---- | ------- |
| Politiche 2008 | Camera   | 91.106 | 0,25 | 0 / 630 |
| Politiche 2008 | Senato   | 78.139 | 0,24 | 0 / 315 |